# Olšava (přírodní památka)
Olšava je přírodní památka na západním až severním okraji obce Podolí v okrese Uherské Hradiště. Důvodem ochrany jsou poslední zbytky přirozeného neregulovaného úseku řeky Olšavy, zoologicky velmi významná lokalita.